# Pohřebiště skotských panovníků

Znak skotského království

Skotsko jako samostatné království existovalo od roku 843, od roku 1606 je spojeno s Anglií. 
Tento seznam skotských panovníků začíná dynastií Bruce v roce 1306. Většina skotských králů byla pochována v opatství Dunfermline a v Holyrood. Poslední královna, Marie, byla pohřbena jako jediná na anglické půdě.
| Jméno                              | Doba života | Místo pohřbení                                                             |
| ---------------------------------- | ----------- | -------------------------------------------------------------------------- |
| král Robert I.                     | 1274–1329   | Dunfermline opatství; srdce: opatství Melrose                              |
| Alžběta de Burgh                   | 1289–1327   | Dunfermline opatství                                                       |
| král David II.                     | 1324–1371   | Holyroodské opatství v Edinburku                                           |
| Jana Anglická                      | 1321–1362   | Grey Friars Church v Londýně                                               |
| král Robert II.                    | 1316–1390   | Opatství Scone                                                             |
| Eufémie de Ross                    | ?–1387      | opatství Paisley                                                           |
| král Robert III.                   | 1340–1406   | opatství Paisley                                                           |
| Anabella Drummondová               | 1350–1401   | opatství Dunfermline                                                       |
| král Jakub I.                      | 1397–1437   | Charterhouse v Perthu                                                      |
| Johana Beaufortová                 | 1406–1445   | Charterhouse v Perthu                                                      |
| král Jakub II.                     | 1430–1460   | Holyroodské opatství v Edinburku                                           |
| Marie z Guelders                   | 1434–1463   | Původně v Trinity College Church, poté v Holyroodském opatství v Edinburku |
| král Jakub III.                    | 1451–1488   | opatství Cambuskenneth                                                     |
| Markéta Dánská                     | 1456–1486   | opatství Cambuskenneth                                                     |
| král Jakub IV.                     | 1473–1513   | Monastery of Sheen                                                         |
| Markéta Tudorovna                  | 1489–1541   | Kartusiánské opatství sv. Jana v Perthu                                    |
| král Jakub V.                      | 1512–1542   | Holyroodské opatství v Edinburku                                           |
| Magdalena z Valois                 | 1520–1537   | Holyroodské opatství v Edinburku                                           |
| Marie de Guise                     | 1515–1560   | Katedrála v Reims                                                          |
| královna Marie Stuartovna          | 1542–1587   | kaple Jindřicha VII. ve Westminsterském opatství v Londýně                 |
| František II. Francouzský          | 1544–1560   | Bazilika Saint-Denis u Paříže                                              |
| Jindřich Stuart, lord Darnley      | 1545–1567   | Holyroodské opatství v Edinburku                                           |
| James Hepburn, 4. Earl of Bothwell | 1536–1578   | Kostel Fårevejle u Dragsholmu, Dánsko                                      |